# ولي أباد (مشيز بردسير)
ولي أباد (بالفارسية: ولی‌آباد) هي قرية تقع في إيران في البلدة المركزية. يقدر عدد سكانها بـ 71 نسمة .